# 松戸市営白井聖地公園
松戸市営白井聖地公園（まつどしえいしろいせいちこうえん、Matsudo City Shiroi Seichi Park）は、千葉県白井市にある墓地である。所管は、松戸市健康福祉部健康推進課。

## 概要
白井市の北東部、平塚地域の丘陵に公営墓地として1988年（昭和63年）に開園。
霊園の周囲には土地の樹林が多く残され、園内には四季折々の花々が楽しめるよう、多くの花木が植栽されている。一般墓地と芝生墓地を合わせ、約6,800区画が造成されている。
3月の春彼岸、8月のお盆、9月の秋彼岸の時期に、ちばレインボーバスの季節運行バス『五香駅(西口)から六高台病院前・六実駅停留所経由の松戸市営白井聖地公園行』が運行されている。

## 周辺
- 白井運動公園
- 白井運動公園グラウンド
- 手賀沼
- 千葉ニュータウン中央駅
- 千葉県立北総花の丘公園
- 船橋カントリークラブ
- 東京電機大学

## アクセス

### 自動車
- 国道16号白井交差点より約10分
- 国道16号富塚交差点より約10分

### 鉄道・バス
- 京成電鉄松戸線鎌ヶ谷大仏駅より、ちばレインボーバス「白井車庫」行に乗り「神々廻木戸」下車。徒歩約20分
- 北総鉄道北総線西白井駅（当駅では並行する京成電鉄成田スカイアクセス線電車は通過）より、白井市内循環バス・ナッシー号北ルート（工業団地・西白井駅ルート）（日・祝運休）に乗り「白井聖地公園」下車。